# Léman (monnaie)
Pour les articles homonymes, voir Léman (homonymie).
Le Léman est une monnaie complémentaire utilisée depuis 2015 par certaines entreprises dans le bassin lémanique (canton de Genève, partie du canton de Vaud et du Valais, partie de la Haute-Savoie).

## Contexte

### Géographie du bassin lémanique
Le bassin lémanique regroupe l'ensemble des régions bordant le lac Léman. Sont donc considérées la région genevoise, la région lausannoise, la riviera vaudoise, l'embouchure du Rhône, les régions de Thonon et d'Evian ainsi que l'agglomération d'Annemasse. Le bassin lémanique est donc situé à la fois sur le territoire suisse et le territoire français. Côté français, la Haute-Savoie est l'unique département directement au contact du lac léman. Toutefois, certaines parties de l'Ain (notamment le pays de Gex au nord de Genève) peuvent être intégrées au bassin lémanique. Côté suisse, les cantons de Genève, de Vaud et du Valais (partie nord) appartiennent à cette zone géographique.

### Urbanisme
À partir des années 2010, les différentes autorités du bassin lémanique s'accordent pour réaliser un ambitieux plan de transport : le CEVA. A terme, l'objectif est d'amélioration la planification urbaine autour du canton de Genève en développant une métropole intégrée : « le grand Genève ». Cette volonté politique est ainsi accompagnée d'initiatives politiques mais aussi associatives ou privées pour mettre en place les outils permettant la réalisation de cette métropole,.

### Monétaire
Une monnaie poursuit plusieurs objectifs : servir d'intermédiaires pour les transactions de valeur, servir de support pour conserver une quantité de valeur. En France, la monnaie nationale en vigueur est l'euro (EUR) tandis qu'en Suisse cette monnaie est le franc suisse (CHF).
Parallèlement aux monnaies nationales, d'autres types de monnaies existent. Les plus courantes sont les monnaies complémentaires, et plus particulièrement les monnaies locales. Celles-ci sont généralement introduites sur un territoire particulier (bassin économique, région relativement autonome, etc.) et ont pour objectif de favoriser le commerce local. Ces monnaies ne concurrencent pas les monnaies nationales et leur valeur est souvent indexée sur la monnaie nationale du territoire considérée. Ces monnaies peuvent être créées et gérées par plusieurs entités : d'autorités (municipales par exemple) à des associations.
En Suisse, le WIR est une forme de monnaie complémentaire qui existe depuis les années 1970. Dans la région bâloise, le NetzBon a été créée en 2002 afin d'encourager le commerce local. Indexée sur le franc suisse (1 NetzBon = 1 CHF), l'impact de cette monnaie s'est fortement développé avec le temps : son aire géographique s'est étendu, y compris de l'autre côté de la frontière (France). Les utilisations du NetzBon sont également plus structurées puisqu'une partie de salaire peut être versé dans cette monnaie. De par sa précocité et sa pérennité, le NetzBon est généralement pris comme point de référence pour les monnaies locales en Suisse.

## Développement d'une monnaie locale: le Léman
A l'été 2015, plusieurs acteurs structure un projet de monnaie locale et complémentaire pour Genève et sa région frontalière : le Léman. Cette démarche doit aboutir au lancement des premiers billets dans le cadre du . Initié par Jean Rossiaud et son association Sasfera Suisse, le projet est notamment appuyé par Txetx Etcheverry qui est l'un des fondateurs de la monnaie locale complémentaire du pays basque, l'Eusko. L'optique politique de cette monnaie est clairement affiché par les différents protagonistes. Txetx Etcheverry insiste ainsi sur la prise de conscience quant à l'importance du commerce local qui accompagne l'utilisation d'une monnaie locale. Il compare le rôle symbolique de ces billets à celui d'un bulletin de vote.
Le 15 septembre 2015, l'association Monnaie Léman annonce la création d'une monnaie locale et complémentaire, qui sera en vigueur dans le bassin lémanique. L'objectif est de favoriser l'économie locale (via la relocalisation des achats) et les échanges dans la région lémanique. Pour cela, une communauté de commerçants (150 membres à cette date) acceptant cette monnaie doit se structurer à travers les services monétaires de l'association. Concernant la sécurité des billets, l'association indique que plusieurs mesures de protection ont été prises et l'impression confiée à une imprimerie locale spécialisée.
Les premiers billets sont mis en circulation à Genève durant le festival alternatif transfrontalier du mouvement de développement durable Alternatiba. Lors de ce lancement, le taux de change de la monnaie est fixé à l'égalité entre le léman et l'euro, soit 1 Léman = 1 Euro. Selon les concepteurs, la monnaie doit par la suite évoluer en fonction du cours de l'euro.
En juin 2016, la zone géographique du Léman est étendue à Lausanne et sa région,. Le lancement lausannois se fait également lors d'un festival de développement durable : le festival de la terre. A cette occasion, l'association met en circulation 5000 Lémans.
L'association Monnaie Léman reçoit le premier prix de l'édition 2017 du concours cantonal du développement durable.
Début 2017, l'association Monnaie Léman annonce la création d'un projet complémentaire de micro-crédit électronique : le Lémanex,,. Débuté à l'automne de la même année avec une trentaine d'entreprises partenaires, l'objectif est d'offrir une alternative pour les crédits de fonctionnement des sociétés en s'appuyant sur une communauté qui soutient les risques de faillites.

## Caractéristiques de la monnaie Léman

### Généralités
La monnaie est fondée par un mouvement associatif, Monnaie Léman, présidé par Jean Rossiaud. Le Léman est une monnaie complémentaire et locale dont l'objectif est de promouvoir l'économie locale de la région lémanique grâce à la relocation des achats et la valorisation des échanges commerciaux transfrontaliers,. L'un des objectifs du Léman est d'être une monnaie d'échange, non spéculative. Ainsi, cette philosophie s'accorde avec celle des circuits de consommation court (peu d'intermédiaires entre le producteur et le consommateur) puisque la monnaie y est vue uniquement comme le moyen de procéder à un achat local. Elle ne concurrence pas les monnaies nationales puisque sa valeur est indexée directement sur ces dernières.

### Structure juridique
La monnaie Léman est créée par une association, Monnaie Léman. Elle n'est donc pas le fait d'une autorité politique ou administrative.
Cette monnaie n'a pas de valeur officielle ce qui ne la rend pas convertible auprès des structures agréées ou bancaires. La valeur de cette monnaie est donc inhérente aux adhérents et partenaires de l'association : ce sont eux qui par leur acceptation 1) du taux de change défini par l'association et 2) de la validité d'un règlement via cette monnaie confèrent au Léman sa valeur.
L'association annonce une couverture totale du Léman auprès de la Banque Alternative Suisse (BAS). Autrement dit, pour chaque Léman en circulation, un franc suisse a été déposé dans cette banque. Ce système de couverture devrait théoriquement permettre le remboursement intégral des sommes engagées en cas de faillite du système monétaire mis en place par l'association.
Durant les premières années, l'association fonctionnait uniquement grâce au travail bénévole (environ 200 personnes). À partir d'automne 2017 et la de la mise en service du Lémanex, l'association souhaite se professionnaliser avec l'embauche de 3 à 4 personnes pour soutenir ses activités. Toutefois, cette volonté n'aboutit pas.

### Valeur
Son taux est défini à égalité des monnaies nationales : 1 Léman = 1 Euro (EUR) = 1 Franc Suisse (CHF). Ce taux ne tient donc pas compte des différences entre les taux officiels euro / franc suisse.

### Masse monétaire
En février 2016, il est estimé que 24 000 Lémans sont en circulation.
En octobre 2016, la masse monétaire en circulation est estimée à 80 000 Lémans.
En septembre 2017, la masse monétaire annoncée en circulation est de 150 000 CHF.
En juin 2019, la masse monétaire en circulation est estimée à 160 000 Lémans.

### Projets complémentaires
La monnaie Léman s'inscrit dans une dynamique d'initiatives économiques alternatives, dans la mouvance de l'économie sociale et solidaire. Ainsi, le développement numérique du Léman est mis en perspective de la création d'une coopérative de micro-crédit entre des entreprises, Lémanex,.

### Billets
Les coupures de Léman, ont été dessinées par plusieurs dessinateurs et dessinatrices tels que Mix & Remix et Tom Tirabosco.

## Réception de la monnaie Léman

### Région lémanique

#### Communauté d'utilisateurs et de commerces partenaires
A la mise en circulation de la monnaie, l'association revendique 150 commerçants membres.
En février 2016, ce sont 400 membres individuels et 140 commerces qui sont revendiqués par l'association.
En octobre 2016, l'association revendique 1000 adhérents et 200 partenaires commerciaux.
En octobre 2016, l'association revendique 1200 membres et 300 commerces.
En mars 2017, il est estimé que 350 commerçants et 5 000 particuliers utilisent régulièrement le Léman.
En octobre 2017, l'association estime que les monnaie est acceptée par 450 entreprises locales et utilisée par 5 000 à 6 000 personnes (1 500 membres de l'association).
En juin 2019, ce sont environ 8000 à 10000 personnes et 550 entreprises qui utilisent le Léman  d'après l'association.

#### Réactions populaires, entrepreneuriales, politiques et médiatiques
Le Léman étant fondé sur la reconnaissance de cette monnaie comme un moyen de paiement valable pour une communauté d'acteurs (particuliers ou commerçants), les réactions populaires et entrepreneuriales à son sujet sont d'une grande importance. Plus le réseau qui reconnaît cette monnaie est structuré et étendu, plus la monnaie est utile et stable.
À l'annonce de la prochaine création du Léman (été 2015), les réactions de la population et des milieux politiques sont empreintes de scepticisme. De leur côté, les médias évoquent la création d'une monnaie pour le Grand Genève, en plein lancement du CEVA et des débats sur l'avenir de cette agglomération franco-valdo-genevoise, bien que les concepteurs du projet Léman se montrent plus prudents sur l'ampleur de leur monnaie et ne l'inscrivent pas dans ce développement global.
Cinq mois après le lancement de la monnaie, l'association estime que les chiffres sont bons et traduisent l'intérêt que porte la population à la monnaie. Toutefois, elle mentionne que les échanges commerciaux via le Léman sont encore limités.
Au printemps 2017, la Fédération Romande des Consommateurs réalise un test de l'utilisation de cette monnaie dans les régions lausannoise et genevoise. Il apparaît que l'acquisition des lémans est relativement aisée mais que leur utilisation pour des transactions dans les commerces locaux est plus compliquée. Les journalistes constatent que peu de magasins acceptent cette monnaie. Les interviews des commerçants font apparaître que les Lémans servent uniquement pour les petites transactions, comme aller au restaurant. Les commerçants ne les utilisent pas pour payer leurs fournisseurs par exemple. Ainsi, il existe une difficulté pour les commerçants acceptant les Lémans d'utiliser cette monnaie pour leur activité économique. Certains acteurs estiment que si l'intérêt pour cette monnaie était important au début du projet, il faiblit avec le temps. De plus, il serait très lié à la conjoncture médiatique : lorsqu'une annonce est faite dans la presse locale au sujet du Léman, un court regain d'intérêt est constaté par les commerçants. Il y a donc une certaine volatilité dans le soutien apporté au Léman.
À partir de 2017, plusieurs élus Verts deviennent des ambassadeurs du Léman.
Début 2018, plusieurs élus (issus notamment du parti des Verts) demandent à être rétribués en partie avec des Lémans (10% de leurs jetons de présence serait sous cette forme). Les intéressés expliquent leurs démarches par des considérations idéologiques.
Du côté des formations libérales, l'accueil est plus mitigé sans se révéler obligatoirement négatif. Ainsi, un conseiller municipal PLR initie un postulat à l'exécutif lausannois demandant un soutien à cette monnaie. Il est rapidement soutenu dans cette démarche par le parti des Verts. Toutefois, le reste du groupe PLR ainsi que le PLC et l'UDC se montrent plus réservés quant au sort du Léman et du soutien qui doit lui être accordé. Ces partis craignent un manque de stabilité de la monnaie et s'inquiètent de sa faible technicité. Par exemple, une élue y voit un certain retour au troc.
Au printemps 2019, Jean Rossiaud reconnaît les difficultés que connaît le Léman pour imposer son existence dans l'arc lémanique. Il pointe notamment la mauvaise implantation de la monnaie complémentaire dans le canton de Vaud, notamment par le faible soutien politique reçu. Les utilisateurs critiquent alors la faible étendue du réseau d'entreprises permettant d'utiliser les Lémans dans les transactions.
En juin 2019, l'association revendique l'utilisation du Léman dans le versement de salaires. Ainsi, certaines personnes souhaitent recevoir une faible part de leur salaire (environ 2%) en Léman.
En 2020, en réaction à la pandémie de Covid-19, le dessinateur de bandes dessinées Zep et le député Jean Rossiaud plaident dans une tribune pour un mouvement de relocalisation de l'économie genevoise et suisse. Ils expliquent à cette occasion que le Léman est un outil adapté pour soutenir cet objectif.